# 聖マリアンナ医科大学横浜市西部病院
聖マリアンナ医科大学横浜市西部病院（せいまりあんないかだいがくよこはましせいぶびょういん）は、神奈川県横浜市旭区にある医療機関である。

## 沿革
- 1987年（昭和62年）5月 聖マリアンナ医科大学横浜市西部病院、開院。

## 診療科
- 総合診療内科
- 血液内科
- リウマチ・膠原病内科
- 腎臓・高血圧内科
- 呼吸器内科
- 消化器内科
- 循環器内科
- 代謝・内分泌内科
- 神経内科
- 神経精神科
- 小児科
- 一般・消化器外科（乳腺外科）
- 小児外科
- 心臓血管外科
- 脳神経外科
- 整形外科
- 形成外科
- 皮膚科
- 泌尿器科
- 産婦人科
- 眼科
- 耳鼻咽喉科
- 放射線科
- 麻酔科

診療施設（センター）
- 心臓血管センター
- 脳神経センター
- 救命救急センター
- 周産期センター

診療協力部門
- 臨床検査部
- 病院病理部
- 内視鏡部
- 画像診断部
- 手術部
- 透析療法部
- リハビリテーション部
- 健康管理部
- 栄養部
- 病歴部
- 総合相談部
- クリニカルエンジニア部
- 患者支援センター（NST・SCT・PCT・RST・DST）

診療支援部門
- 薬剤部
- 看護部
- 治験管理室
- 物流センター
- 医療安全管理対策室
- 事務部
- ボランティア

## 医療機関の指定等
- 災害医療拠点病院
- 臨床研修指定病院
- 神奈川県認定看護学生臨床実習病院
- 地域医療支援病院

## 新型コロナウイルス感染
- 2020年（令和2年）
  - 5月22日、神奈川県は、感染者のうちクラスター発生の医療機関の関係者が約6割を占めていることが分かった。緊急事態宣言解除の判断基準の目安「直近1週間の新規感染者数が10万人当たり0.5人程度以下」を達成できない要因となっている。県内での9病院で、新たな感染者が相次いでいる。横浜市内5病院が計43人、小田原市立病院が12人、川崎協同病院が2人となった。横浜市は、計79人感染の聖マリアンナ医科大学横浜市西部病院を調査、防護服の着脱方法、タッチパネルの消毒徹底などを指導した。県は「集団感染を抑え込むことが重要、手洗いやマスク着用、3密回避」の指導をした[1]。
  - 6月4日、聖マリアンナ医科大学横浜市西部病院による中間報告では、4月21日に入院患者2人の感染が判明後、院内感染が拡大し、患者30人、看護師34人、職員9人の感染が確認された。横浜市健康安全課の船山健康安全医務監は、「感染は飛沫と考えたが、接触感染で広がると驚いた」。感染防止策が不十分で、防護服や手袋などの着脱、病室の出入りのタッチパネルの操作、カルテや端末の電子操作など、医療従事者が操作する機器の消毒」が徹底されていなかった[2]。

## 交通アクセス
- 相鉄本線三ツ境駅から野境道路沿い、徒歩約1km（水道企業団隣）。またはバス。
  - 三ツ境駅北口バス発着所1番より
    - 「<116系統>若葉台中央行き」乗車、「西部病院前」下車。（三ツ境駅より3つ目）
    - 「<境21系統>若葉台中央経由十日市場行き」乗車、「西部病院前」下車。（三ツ境駅より3つ目）
- JR横浜線十日市場駅から三ツ境行きバスに乗車、「西部病院前」下車。

## その他
- 矢指谷遺跡：同病院を含む範囲に拡がる旧石器～縄文時代の遺跡。病院敷地内に解説板がある。